# Klang (Frankrijk)
Klang (Duits:Klang in Lothringen) is een gemeente in het Franse departement Moselle (regio Grand Est) en telt 241 inwoners (2005). De gemeente maakt deel uit van het arrondissement Thionville.

## Geografie
De oppervlakte van Klang bedraagt 4,2 km², de bevolkingsdichtheid is 57,4 inwoners per km².
De onderstaande kaart toont de ligging van Klang (Frankrijk) met de belangrijkste infrastructuur en aangrenzende gemeenten.

## Demografie
Onderstaande figuur toont het verloop van het inwonertal (bron: INSEE-tellingen).
Aboncourt · Basse-Ham · Bertrange · Bettelainville · Bousse · Buding · Budling · Distroff · Elzange · Guénange · Hombourg-Budange · Inglange · Kédange-sur-Canner · Kemplich · Klang · Kœnigsmacker · Kuntzig · Luttange · Metzeresche · Metzervisse · Monneren · Oudrenne · Rurange-lès-Thionville · Stuckange · Valmestroff · Veckring · Volstroff
1. ↑  Populations de référence 2022.